# Cresima
Cresima (łac. Diocesis Cresimensis) – stolica historycznej diecezji w Cesarstwie rzymskim w prowincji Afryka Prokonsularna, sufragania metropolii Kartagina. Współcześnie w Tunezji. Obecnie katolickie biskupstwo tytularne.

## Biskupi tytularni
| Lp. | Biskup                   | Funkcja                                        | Od                   | Do               |
| --- | ------------------------ | ---------------------------------------------- | -------------------- | ---------------- |
| 1   | Joseph Francis Cleary    | biskup pomocniczy Birmingham (Wielka Brytania) | 8 grudnia 1964       | 25 lutego 1991   |
| 2   | Milan Chautur            | eparcha pomocniczy Preszowa (Słowacja)         | 11 stycznia 1992     | 30 stycznia 2008 |
| 3   | Éric de Moulins-Beaufort | biskup pomocniczy Paryża (Francja)             | 21 maja 2008         | 18 sierpnia 2018 |
| 4   | Marco Mellino            | sekretarz pomocniczy Rady Kardynałów           | 27 października 2018 |                  |